# ألكسيوس موسيل (قيصر)
ألكسيوس موسيل (الإغريقية القديمة: Ἀλέξιος Μωσηλέ) أو موسيلي (Μουσελέ) كان أرستقراطيًا وقائدًا بيزنطيًا، اختاره الإمبراطور ثيوفيلوس (حكم من 829 إلى 842) لفترة من الوقت وريثًا له، وخطب ابنته ماريا ورفعه إلى مرتبة قيصر العليا. قام بحملات في البلقان، واستعاد الأراضي من الصقالبة (السلاف)، وقاتل بنجاح إلى حد ما في صقلية ضد العرب.اُستُدعي إلى القسطنطينية للاشتباه في تخطيطه للاستيلاء على العرش، وسُجن، لكن عُفي عنه فيما بعد وسُمح له بالاعتزال في دير، حيث قضى بقية أيامه.

## السيرة

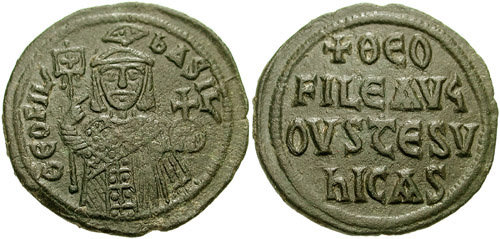
عملة فلس نحاسية سُكّت احتفالاً بانتصارات الإمبراطور ثيوفيلوس (حكم من 829 إلى 842) على العرب ابتداءً من حوالي عام 835.

من المحتمل أن يكون ألكسيوس ابنًا أو حفيدًا للقائد ألكسيوس موسيل [الإنجليزية]، الذي كان نشطًا في عهد قسطنطين السادس (حكم من 780 إلى 797)، على الرغم من أن المؤرخين البيزنطيين سجلوا أنه ينحدر من عائلة كرينايتس. كما سُجل له أخ يُدعى ثيودوسيوس، الذي كان يحمل لقب بطريق في المحكمة العليا.
في الفترة ما بين 838 و839، كان ألكسيوس مخطوبًا للأميرة ماريا، ابنة الإمبراطور ثيوفيلوس الصغرى والمفضلة، على الرغم من حقيقة أنها كانت طفلة رضيعة. لم يكن لدى ثيوفيلوس وريث ذكر في ذلك الوقت، ومن الواضح أن هذه الخطوة كانت تهدف إلى تحديد ألكسيوس باعتباره وريثه الواضح. رُقي تدريجيًا إلى رتبة بطريق وأنثيباتوس [الإنجليزية]، ثم إلى رئيس المحكمة (ماجسترس) وفي النهاية إلى قيصر. كان هو الشخص الوحيد المعروف الذي رُقي إلى هذه الرتبة في عهد ثيوفيلوس، وربما رُقي إليها في وقت مبكر من عام 831، عندما ثبت وجود قيصر غير مسمى في انتصار إمبراطوري. وبدلًا من ذلك، قد يكون إشارة إلى حامل آخر للقب غير معروف، والذي ربما توفي بعد فترة وجيزة.
في صيف عام 836، أُرسل موسيل مع جيش ضد البلغار في تراقيا. لكن بدلًا من مواجهتهم، ركز على استعادة الشريط الساحلي بين نهري نيستوس [الإنجليزية] وستريمون، والذي تُخُلي عنهما للسلاف المحليين بموجب المعاهدة البيزنطية البلغارية عام 816. وبهذه الطريقة، أعاد الاتصال البري المباشر بين تراقيا وتسالونيكي، المدينة البلقانية الرئيسة في الإمبراطورية. وبعد أن أسس مدينة جديدة، أطلق عليها اسم قيصروبوليس [الإنجليزية]، عاد إلى القسطنطينية.
ربما شارك ألكسيوس في الحملة الناجحة التي قادها ثيوفيلوس ضد ملطية العربية في عام 837، حيث سُجل أنه شارك في الانتصار الذي أعقب عودة الإمبراطور. ومع ذلك، فإن هذا الأمر محل نزاع عند بعض العلماء. في عام 838، أُرسل موسيل في رحلة استكشافية ضد العرب في صقلية. هناك، حقق عددًا من النجاحات، وأجبر العرب على رفع حصارهم عن صيفدين، وألحق بقواتهم عدة هزائم. ومع ذلك، لم تكن قواته كافية لمواجهة العرب تمامًا في ممتلكاتهم في الجزء الغربي من الجزيرة، وفي أواخر عام 838 تعرض للهزيمة على أيدي التعزيزات العربية الجديدة.
في عام 842 اتهمه بعض اليونانيين في صقلية بالتواطؤ مع العرب والتخطيط ليصبح إمبراطورًا بنفسه. ولكي لا يضطر قيصر إلى اتخاذ موقف محرج، أرسل ثيوفيلوس ثيودور كريثينوس، رئيس أساقفة سيراكيوز [الإنجليزية]، لاستدعائه تحت ضمانات السلامة الشخصية. ومع ذلك، عند وصوله إلى العاصمة، جُرِّد ألكسيوس من ألقابه، وتعرض للضرب والسجن. واجه ثيودور كريثينوس الإمبراطور علنًا بسبب خرقه لكلمته في كنيسة القديسة مريم في بلاشيرناي [الإنجليزية]، لكن ثيوفيلوس الغاضب أمر بضربه ونفيه أيضًا. ولكن سرعان ما قام البطريرك يوحنا النحوي أيضًا بتوبيخ ثيوفيلس علنًا. استسلم الإمبراطور، وأطلق سراح ثيودور وأليكسيوس، وأعاد الأخير إلى رتبته وممتلكاته.
لكن علاقاته بالإمبراطور بردت إلى حد كبير، وخاصة بعد ولادة ابن ثيوفيلوس، ميخائيل الثالث (حكم من 842 إلى 867)، في عام 840. بحلول عام 842، تقاعد موسيل إلى دير في حي أنثيميوس في كريسوبوليس ، والذي أسسه بنفسه. لا يُعرف عنه أي شيء بعد ذلك.